# Filozofia analityczna
Filozofia analityczna – nurt filozofii, który zrodził się na przełomie XIX i XX wieku jako protest przeciwko filozofii postheglowskiej.
Analizę, najogólniej rzecz biorąc, filozofowie analityczni pojmowali, jako dokonujący się na podstawie intersubiektywnie rekonstruowalnych reguł przekład jednych wyrażeń na drugie.
Cztery źródła współczesnej filozofii analitycznej to:
1. filozofia Leibniza – zastosowanie analiz matematycznych do logik (amerykańska i skandynawska filozofia analityczna);
2. filozofia Moore’a – atak na nieodpowiedzialne używanie słów przez angielską filozofię postheglowską w połączeniu z realizmem i zdrowym rozsądkiem (brytyjska filozofia analityczna);
3. filozofia Brentany, którego uczniem był Twardowski, twórca filozoficznej szkoły lwowsko-warszawskiej; ten ostatni występował przeciw nieodpowiedzialnemu używaniu słów przez tzw. mesjanizm (polską filozofię postheglowską), rozpropagował realizm, empiryzm, klasyczną teorię prawdy, ostrożność, minimalizm, szerokie zastosowania logiki do badań problemów filozoficznych oraz przekonanie, że filozofia jest nauką;
4. sytuacja w nauce i zmiany dokonujące się w języku nauki od XVIII w. do początków XX stulecia owocujące powstaniem specyficznego naukowego języka, przeznaczonego dla specjalistów.

Cztery cechy ruchu analitycznego to:
- uznanie aktywnej roli języka w zdobywaniu wiedzy o świecie;
- drobiazgowe podejście do problemów filozoficznych;
- nastawienie kognitywne;
- intersubiektywne traktowanie procesu analizy.

Każdą z tych cech, wziętą oddzielnie, odnaleźć można w innych filozofiach, lecz pojawiają się one jednocześnie tylko w ramach filozofii analitycznej.

## Ogólna charakterystyka
Najogólniej rzecz biorąc, wszyscy filozofowie analityczni zgodni są w jednej kwestii – pojmowaniu analizy jako pewnego rodzaju przekładu jednych wyrażeń na drugie, lub, nieco inaczej to wyrażając, rozkładu wyrażenia złożonego na wyrażenia prostsze, wraz ze wskazaniem wzajemnych, między nimi, związków. Chodzi tu głównie o wyrażenia, które filozofom sprawiają wiele kłopotów, np. „idea”, „byt”, „prawda”.
Trzy podstawowe źródła współczesnej filozofii analitycznej wiążą się z nazwiskami Gottfrieda Wilhelma Leibniza (1646–1716), George’a Edwarda Moore’a (1873–1958), oraz Franza Brentano (1838–1917). Moore zainicjował reakcję brytyjskich, a uczeń Brentany, Kazimierz Twardowski (1866–1938) – polskich filozofów na filozofię idealistyczną końca XIX stulecia. Czwartym ważnym jej źródłem były przemiany, jakie rozpoczęły się w języku nauki w połowie XVIII i trwały aż do początków wieku XX.

## Uformowanie się nurtu analitycznego
Filozofia analityczna nie jest monolitycznym tworem. Z całą pewnością nie jest to szkoła filozoficzna, bowiem tam gdzie jest szkoła musi być i jeden mistrz. Takiego jednego mistrza, śladami którego się podąża, cała filozofia analityczna nie ma.

### Wpływ Leibniza
Leibniz był jedynym filozofem XVII wieku zajmującym się logiką formalną. Mówi się o nim, że był drugim, po Arystotelesie, logikiem, który wprowadził do logiki istotne zmiany. Jako pierwszy zaczyna ją traktować matematycznie. Zostaje to zauważone i docenione dopiero pod koniec XIX w. Jego pomysły stały się źródłem inspiracji dla współczesnych logików amerykańskich i skandynawskich. Wiele mu zawdzięczają Willard Van Orman Quine (1908–2000) oraz Roderick Chisholm (1916–1999).

### Sekularyzacja
Drugim powodem narodzin filozofii analitycznej był proces sekularyzacji życia intelektualnego i kulturalnego, który nie ominął Anglii i ziem polskich, co pociągnęło za sobą spadek zainteresowania religią i dociekaniami religijnymi, a w związku z tym, pojawiło się zapotrzebowanie na filozofię świecką.

### Kryzys w fizyce
Kolejnym krokiem przyczyniającym się do powstania filozofii analitycznej był, powstały w nauce drugiej połowy XIX wieku kryzys, szczególnie w fizyce klasycznej, owocujący przekonaniem, że teorie naukowe są jedynie konwencjonalnymi decyzjami pomagającymi nam porządkować doświadczenie, ani prawdziwymi ani fałszywymi, lecz użytecznymi. Doprowadziło to do wątpienia w niezachwianą pewność twierdzeń i teorii naukowych. To wszystko razem doprowadziło do powstania nowego stylu filozofowania: minimalistycznego, ostrożnego i krytycznego.

### Sprzeciw Moore’a i Twardowskiego wobec idealizmu
Od Moore’a wywodzi się cała brytyjska filozofia analityczna, a w szczególności Bertrand Russell (1872–1970), Ludwig Wittgenstein (1889–1951), Gilbert Ryle (1900–1976) i John Langshaw Austin (1911–1960). W Anglii George Edward Moore (1873–1958), a w Polsce Kazimierz Twardowski mniej więcej w tym samym czasie i z podobnych pobudek występują przeciwko filozofii idealistycznej. Głównie poszło nie o treści przedstawiane przez filozofię idealistyczną, lecz o sposób, mętny i niejasny, przedstawiania tych treści. Brytyjski idealizm heglowskiej orientacji końca XIX stulecia był reakcją na empiryzm, naturalizm i materializm, które były konsekwencją fascynacji niektórych filozofów osiągnięciami nauk matematyczno-przyrodniczych. Zaś idealizm angielski jako odpowiedź na ekspansję nauk przyrodniczych, stanowił próbę restytucji wiary, celem przywrócenia ludzkości wartości (pozornie) zagrożonych nowymi odkryciami naukowymi.

### Moore’a atak na idealizm
Pierwszy w Anglii atak na idealizm przypuszcza Moore, publikując rozprawkę The Refutation of Idealism (1903). Jej sens przedstawić można w sposób następujący. Posiadamy dokładnie takie same dane, aby mówić, że rzeczywistość ma wymiar idealny (tzn. że istnieją tylko wrażenia), jak by stwierdzić, że istnieją przedmioty materialne. Wątpienie w istnienie rzeczy materialnych pociąga za sobą wątpienie w istnienie tak naszych wrażeń, jak i samego doświadczenia. Moore konkluduje następująco: „... jedyną zasadną alternatywą wobec uznania, że istnieje materia tak samo jak duch, jest absolutny sceptycyzm – teza, iż równie prawdopodobne jest zdanie, że w ogóle nic nie istnieje, jak też jego negacja.” Dzieło to zawiera również słynny dowód na istnienie świata, wymierzony w filozofię idealistyczną. Zrekonstruować go można w następujący sposób. Realista mówi: „Świat istnieje. Dowodzę tego następująco; Jeśli moja ręka istnieje, to istnieje również i świat, a moja ręka istnieje. Uzasadniam; Nazywam istniejącą każdą rzecz, jaką można ugryźć, dotknąć, powąchać. Swoją rękę mogę ugryźć, dotknąć, powąchać, a zatem ona istnieje, czyli istnieje również świat.” Idealista na to: „To jest wulgarne.” Realista zaś: „Być może, lecz ja tak definiuję istnienie, że można o tym dyskutować. Ty nie.”
Realizm i zdrowy rozsądek – tak najkrócej scharakteryzować można filozofię Moore’a. Te dwie cechy przypisać można całemu nurtowi analitycznemu. Moore zasugerował, że powodem, dla którego tak trudno jest odpowiadać na pytania filozoficzne, jest okoliczność, że nie jest jasne, o co chodzi w pytaniu. Jego rozważania, opierające się o zdroworozsądkową analizę pojęć, stanowią zarówno próbę wyprowadzenia brytyjskiej filozofii z impasu, który spowodowany był mętnością angielskiego heglizmu, jak i restauracji filozofii jako analizy przeciwstawionej syntezie, która nie jest oparta na rzetelnej analizie. Analiza nie była dla niego sztuką dla samej sztuki, nie utożsamiał również filozofii z analizą, nie twierdził też, że filozof ma jedynie analizować zdania czy pojęcia. Celu swojej filozofii upatrywał w stworzeniu systemu, innego od dotychczasowych, bo opartego o analizę występujących w nim pojęć.

### Brentano, Twardowski iszkoła lwowsko-warszawska
Rola Brentany w uformowaniu się nurtu analitycznego jest nieco inna. Nie inicjuje bowiem takiego sposobu filozofowania, robi to jeden z jego uczniów, Twardowski. Inny jego uczeń, Edmund Husserl (1859–1938) tworzy fenomenologię, nurt zbliżony pod pewnymi względami (posługiwanie się specyficznym rodzajem analizy) do filozofii analitycznej, zaś uczeń Husserla, polski filozof Roman Ingarden (1893–1970) swoją wersję fenomenologii jeszcze bardziej zbliżył do filozofii analitycznej.
Twardowski przejmuje od Brentany realizm, empiryzm, zainteresowanie badaniami nad świadomością, klasyczną, korespondencyjną teorię prawdy, jak również rozważny stosunek do doktryn filozoficznych i przekonanie, że filozofia jest nauką. To ostatnie jest charakterystyczne dla całego nurtu polskiej filozofii analitycznej, w przeciwieństwie do brytyjskich filozofów analitycznych, z których nie wszyscy owo przekonanie podzielali (np. Wittgenstein, Moore). Głównymi rysami charakterystycznymi dla polskiej filozofii analitycznej stały się, realizm i skłonność do obiektywności, w połączeniu z: ostrożnością, minimalizmem, szerokim zastosowaniem logiki matematycznej, oraz badaniami języka.
Polski odłam filozofii analitycznej zwykło się nazywać filozoficzną szkołą lwowsko-warszawską. Jej datę powstania określić można bardzo dokładnie – 15 listopada 1895 roku. Tego dnia Twardowski obejmuje katedrę filozofii na Uniwersytecie im. Jana Kazimierza we Lwowie. Grono jego najbliższych uczniów i współpracowników tworzyli: Tadeusz Kotarbiński (1886–1981), Stanisław Leśniewski (1886–1939), Kazimierz Ajdukiewicz (1890–1963), Tadeusz Czeżowski (1889–1981), Jan Łukasiewicz (1878–1956), Alfred Tarski (1902–1983), Władysław Witwicki (1878–1948). Nazwa „szkoła lwowsko-warszawska” wzięła się stąd, że we Lwowie rozpoczyna się działalność szkoły, zaś w Warszawie zostaje rozwinięta.
Jak już było wspomniane, powody powstania polskiej filozofii analitycznej są bardzo podobne do filozofii brytyjskiej – sprzeciw przeciwko heglizmowi, który w Polsce przybrał szaty mesjanizmu. Jego istotę wyraził mesjanista Józef Maria Hoene-Wroński (1776–1853), celu swej filozofii upatrując w kierowaniu ludzkości ku jej prawdziwym przeznaczeniom, aby ludzkość ostatecznie zbawić. Uznawał tym samym mesjanizm za misję by stworzyć prawdy absolutne, które ma ludziom odsłonić. W podobnym duchu filozofowali inni mesjaniści polscy. Dla Twardowskiego reforma filozofii polskiej, tak by stała się jasna, precyzyjna i badająca problemy, które można rozwiązać za pomocą dostępnych, intersubiektywnych narzędzi, głównie logiki, stała się kwestią zasadniczą.

### Przemiany w języku nauki
O dokonujących się w języku nauki przemianach mówić można, co najmniej od początku XVII stulecia. Fizyk William Gilbert (1544–1603) zauważa, że bez odpowiedniego języka, zdolnego do wyrażenia określonych treści, rozwój nauki jest niemożliwy. Podobnie sądzi i Galileusz (1564–1642), dla którego takim językiem jest matematyka
Filozofia zapisana jest w tej wielkiej księdze, jaką jest wszechświat, która na zawsze otwarta jest dla naszych oczu, lecz nie da się jej przeczytać, dopóki nie nauczymy się właściwego języka.
Kolejnym uczonym, zwracającym uwagę na znaczenie języka dla rozwoju nauki był Karol Linneusz (1707–1778). Jego reforma nomenklatury botanicznej przyczyniła się w sposób znaczący do przyszłego rozwoju tej dziedziny wiedzy. Jego klasyfikacja, opisująca każdą roślinę dwoma nazwami, gatunkową i rodzinną, zastąpiła skomplikowane opisy wywodzące się jeszcze od Teofrasta (372–287 p.n.e.) i wprowadziła jasność i prostotę w gąszcz nazw, w którym nawet fachowcy poruszali się z największym wysiłkiem. Chemik Antoine Lavoisier (1743–1794) jako pierwszy w czasach nowożytnych używa określenia „logika nauki” dla oznaczenia dyscypliny mającej się zajmować analizami językowymi. Dobrze skonstruowany język – pisze – będzie rewolucją w sposobie nauczania, a logika nauki jest z nim ściśle związana.
Idea doniosłości języka jeszcze wyraźniej sformułowana została w XIX stuleciu wraz z pojawieniem się geometrii nieeuklidesowych, kłopotów w fizyce newtonowskiej oraz wraz z rozwojem logiki matematycznej. Geometria Nikołaja Iwanowicza Łobaczewskiego (1792–1856) w pierwszej chwili traktowana była przez matematyków jako curiosum, lecz, jak się z biegiem czasu okazało, miała niebanalne konsekwencje, bowiem stało się jasne, że jej niektóre przynajmniej aksjomaty mogą być wybierane w sposób konwencjonalny, i że żadna z jej postaci nie jest „bardziej prawdziwa” niż inna, a co najwyżej bardziej użyteczna. Dla języka nauki fakt ten miał podstawowe znaczenie, ponieważ okazało się, co szczególnie silnie podkreślali konwencjonaliści, że język w sposób istotny wpływa na naszą wizję świata. Odtąd każdy naukowy system traktować zaczęto jako strukturę o charakterze dedukcyjno-hipotetycznym, co, mówiąc krótko, oznaczało, że systemy uzależnione są od zespołów hipotez, na bazie których są tworzone.
Sami fizycy zaczęli poszukiwać logicznych struktur swoich teorii. Uchwytywanie owych struktur było jednocześnie sposobem pokazania, że pewne fakty wydające się w świetle jednej teorii zupełnie odmiennymi, stawały się podobnymi w świetle innych teorii, w świetle innego języka. Russell przyznaje, że osiągnięcia w dziedzinie matematyki i logiki matematycznej były podstawą funkcjonowania ruchu analitycznego. Krok po kroku stało się jasne – pisał – że znaczna część filozofii może być zredukowana do czegoś, co można nazwać „składnią”. Konsekwencje płynące z tego zdania dla całego nurtu analitycznego były niezwykle doniosłe. Niektórzy, jak np. Rudolf Carnap (1891–1970) w początkowym okresie swojej twórczości, twierdzili, że wszystkie problemy filozofii są problemami składni, inni jeszcze, jak np. Tarski, filozofię redukowali wprost do logiki formalnej, jeszcze inni jak np. wczesny Wittgenstein, stwierdzali, że jedynym zadaniem filozofii jest wykazywanie bezsensowności wypowiedzi tej ostatniej.
Z naukami szczegółowymi związany jest jeszcze jeden fakt przyczyniający się do powstania ruchu analitycznego. W drugiej połowie XIX wieku daje się zaobserwować bezprecedensowy wzrost liczby periodyków naukowych. Bujny rozwój różnych dyscyplin naukowych, tak nowych, jak i starych, pociągnął za sobą rozwój wyspecjalizowanych towarzystw naukowych. Te ostatnie celem promowania swoich dyscyplin wydawać zaczęły specjalistyczne czasopisma. Wraz z nimi rozwijać się zaczął specyficzny żargon naukowy, coraz bardziej profesjonalny i precyzyjny, a przez to coraz mniej zrozumiały dla przeciętnego czytelnika. W filozofii zaś, w tym samym czasie, nie funkcjonowało żadne specjalistyczne czasopismo. Filozofowie krótsze rozprawy zamieszczać musieli w różnych popularyzatorskich czasopismach, w takim samym stopniu przeznaczone dla specjalistów, jak i zwykłych czytelników. Powstawanie, pod wpływem przykładu płynącego z dyscyplin szczegółowych, periodyków filozoficznych, zaowocowało, tak jak w przypadku tych ostatnich, powstaniem żargonu filozoficznego, nowego technicznego języka profesjonalistów, który należało udoskonalać.

### Cztery cechy filozofii analitycznej
Nurt analityczny scharakteryzować można za pomocą następujących czterech cech: 1) uznanie aktywnej roli języka w zdobywaniu wiedzy o świecie; 2) drobiazgowe podejście do problemów filozoficznych; 3) nastawienie kognitywne; 4) intersubiektywne traktowanie procesu analizy. Każdą z tych cech, wziętą oddzielnie, odnaleźć można w innych filozofiach, lecz pojawiają się one jednocześnie tylko w ramach filozofii analitycznej.
Ad 1. Zainteresowanie językiem odnaleźć można już u Platona i sofistów. Niemal od zawsze zatem filozofowie wykazywali zainteresowanie językiem, czynili w tej materii rozmaite deklaracje dotyczące korekty filozoficznego języka, jednak tak naprawdę nie zrobiono nic – ani nie naprawiono języka filozofii, ani nie zmieniono (niejasnego i mętnego) stylu filozofowania. Zmiana dokonuje się dopiero w XX w. Znaczący wpływ miały tu nauki szczegółowe, to one pierwsze wypracowały specyficzną terminologię, niezrozumiałą dla laika, ale w zamian precyzyjną, a przez to lepiej dotykającą badanych problemów. Biorąc przykład z nauk szczegółowych, dla filozofów analitycznych język staje się nie tylko środkiem, ale i celem badań filozoficznych, nie tylko środkiem do przekazywania informacji, ale i czynnikiem w sposób znaczący wpływającym na kształt i treść tych informacji.
Ad 2. Drobiazgowe podejście do problemów filozoficznych polega na pracy nad raczej drobnymi niż zasadniczymi problemami filozofii. W zamian są one opracowywane niezwykle szczegółowo. W znacznej mierze jest to protest przeciwko heglizmowi, który miał skłonności do tworzenia rozległych syntez, co często odbywało się kosztem logiki. Koncentracja na małych problemach nie wyklucza dochodzenia do rozwiązań problemów zasadniczych. Jednak rozwiązania te zawsze są konsekwencjami szczegółowych analiz, rozwiązujących drobne problemy. Inaczej to wyrażając, rozwiązanie dużego problemu zawsze jest wypadkową precyzyjnych rozwiązań problemów drobnych.
Wcześniejszym filozofiom, zwłaszcza tym, które prowadziły do syntez, zarzucają filozofowie analityczni, że były one w stanie dużo udowodnić, ponieważ wiele przyjmowały w sposób bezkrytyczny, jako swoje założenia. Dlatego, że filozofia analityczna nie przyjmuje nazbyt wiele w swoich założeniach, dużo dowieść nie jest w stanie i dlatego nie proponuje ona gotowych rozwiązań dla wielu tradycyjnych problemów.
Drugim powodem braku takich rozwiązań są przyjmowane, w ramach tej filozofii, standardy jasności i precyzji. Warunki uznania twierdzenia filozoficznego zostały bardzo zaostrzone. Surowe wymogi postulowane przez tę filozofię pociągają za sobą wstrzemięźliwość przy tworzeniu syntez. Z jednej strony standardy precyzji, a z drugiej zasięg dostępnej nam wiedzy czyni takie wielkie syntezy niemożliwymi. Filozofia ma całą gamę innych zadań, a najważniejsze to: a) rola ancilli, czyli nauki pomocniczej, zajmującej się głównie wyjaśnianiem niejasnych pojęć, głównie tam, gdzie zawodzą metody analizy matematycznej; b) przygotowywanie nowych dyscyplin naukowych; c) budowanie syntez lokalnych, czyli inicjowanie i prowadzenie badań interdyscyplinarnych, które prowadzą do nowych problematyzacji, ujmującym badane zagadnienie z kilku perspektyw. Mówiąc krótko: podstawowym warunkiem rzetelnego filozofowania jest analiza językowa, lub jeszcze inaczej: poza logiką, wyznaczającą granice tego, co może być poznane, jest tylko nonsens.
Ad 3. Filozofia analityczna jako kognitywny (teoretyczny) typ filozofii – zwrot ten znaczy tyle, że jest ona nakierowana na badania świata zewnętrznego, który badany jest w imię zdobywania wiedzy, a nie z żadnego innego (np. praktycznego) powodu. Jest to jednocześnie odrzucenie tych wszystkich treści, które nie dadzą się intersubiektywnie wyrazić. Poznawczo wartościowe są jedynie te treści, które wyrażają obiektywną rzeczywistość. Filozofia kognitywna związana jest z poszukiwaniem prawdy (w zasadzie wszyscy analitycy są zwolennikami klasycznej koncepcji prawdy), z badaniami o charakterze intersubiektywnym, z epistemologicznym realizmem, oraz skłonnością do empiryzmu i jako taka należy do doktryn racjonalistycznych. Kognitywny charakter filozofii często uzupełniany jest aspiracją do naukowości. Nazwy „filozofia analityczna” i „filozofia naukowa” nie są synonimami – istnieli, bowiem filozofowie analityczni, którzy nie próbowali tworzyć z filozofii nauki (np. Moore, Wittgenstein). Zanim pojawiła się filozofia analityczna używano już zwrotu filozofia naukowa (np. Karl Marx czy August Comte) istnieją zatem nurty mające mało wspólnego z filozofią analityczną, a które pretendują do bycia filozofiami naukowymi. Naukowy charakter nie jest więc podstawową cechą filozofii analitycznej.
Ad 4. Intersubiektywne traktowanie procesu analizy to posługiwanie się takim jej rodzajem, który wiedzie do uzależnienia i powiązania jej z językiem. Jest to jednocześnie odrzucenie wiary w możliwość stosowania metod irracjonalnych, z intuicją na czele. Analiza nie jest środkiem do docierania do prawdziwych wyglądów przedmiotów, czy osiąganiem wymiaru egzystencjalnego, nie jest indywidualną kwestią poznającego podmiotu, gdzie znaczenia słów określane są jedynie przez indywidualnych użytkowników języka.

## Podziały filozofii analitycznej
Z racji na to, że filozofia analityczna zorientowana jest na język, to stosunek do języka poszczególnych filozofów pozwala zaklasyfikować ich następująco. Tych, którzy są zwolennikami analiz formalno-logicznych, filozofię chcieliby uprawiać na wzór nauk formalnych, koncentrują się na analizach znaczenia słów, oraz zainteresowani są rozwiązywaniem problemów, nazwać można formalistami. Ich przeciwieństwo stanowią lingwiści, unikający analiz formalno-logicznych, koncentrujący się na problemach wynikłych z użycia (właściwego lub nie) słów i wiążących się z tym słownych łamigłówek, a zatem zainteresowani analizą języka potocznego. Każde z tych stanowisk ma wersję skrajną i umiarkowaną.
- Do skrajnych formalistów (formistów) zaliczyć można Leśniewskiego, Łukasiewicza, Tarskiego.

- Do umiarkowanych formalistów (reformistów) zaliczyć można Russella, Kotarbińskiego, Ajdukiewicza.

- Do skrajnych lingwistów (kodyfistów) zaliczyć można Austina i Ryle’a.

- Do umiarkowanych lingwistów (rektyfistów) zaliczyć można Moore’a i Wittgensteina.

Formiści traktują języki sztuczne, utworzone na bazie logiki formalnej, jako jedyne źródło (jedyną formę) poprawnie wyrażonych teorii. Reformiści twierdzą, że język potoczny jest amorficznym tworzywem, z którego utworzyć można wiele różnych języków kompatybilnych z językiem potocznym, w związku z tym nie tworzą nowych, sztucznych języków, reformują jedynie język potoczny, przystosowując go do konkretnych potrzeb. Kodyfiści traktują język naturalny jako jedyny środek wyrażania myśli, nie zgadzając się z poglądem, że może on prowadzić do zniekształcania rzeczywistości, zainteresowani są pełną kodyfikacją sposobów jego użycia. Rektyfiści również zainteresowani są pełną kodyfikacją jego sposobów użycia, z tą różnicą, że uważają, iż od czasu do czasu należy go oczyszczać (rektyfikować) z rozmaitych naleciałości, zakłócających jego należyte funkcjonowanie.
Powyższy podział skrzyżować można z innym podziałem filozofów analitycznych na tych, którzy nie potępiają całej dotychczasowej filozofii i celem lepszego zrozumienia jej problemów proponują analizę, inaczej to wyrażając filozofowie zorientowani na problemy rozpoczynają od konkretnego problemu, do rozwiązania którego tworzą lub dopasowują określona metodę; oraz na tych, którzy negując zasadność i doniosłość dotychczasowych problemów filozoficznych postulują nową metodę jej uprawiania, taką, że nie pojawią się już więcej w filozofii jej dotychczasowe błędy (chodzi głównie o mętność i wieloznaczność wypowiedzi filozoficznych); ci filozofowie, zorientowani na metodę, rozpoczynają od metody i następnie eliminują te wszystkie problemy, które przy użyciu tej metody rozwiązać się nie dadzą.
- Do filozofów zorientowanych na problemy zaliczyć można: Moore’a, Russella, Wittgensteina, Twardowskiego, Kotarbińskiego, Ajdukiewicza.

- Do filozofów zorientowanych na metodę zaliczyć można: Austina, Łukasiewicza, Tarskiego, Carnapa.

Skrzyżowanie powyższych dwóch podziałów przedstawia się następująco.
- Filozofowie zorientowani na problemy – umiarkowani formaliści (reformiści) Russell, Kotarbiński, Ajdukiewicz.

- Filozofowie zorientowani na problemy – umiarkowani lingwiści (rektyfiści) Moore, Wittgenstein.

- Filozofowie zorientowani na metodę – skrajni formaliści (formiści) Leśniewski, Łukasiewicz, Tarski, Carnap.

- Filozofowie zorientowani na metodę – skrajni lingwiści Austin, Ryle.

Do drugiej wojny światowej głównymi ośrodkami filozofii analitycznej były: w Anglii – Cambridge (Moore, Russell, Wittgenstein) i Oksford (Ryle, Austin), w Polsce – Lwów (Twardowski, Ajdukiewicz, Kotarbiński) i Warszawa (Ajdukiewicz, Kotarbiński), w Austrii – Wiedeń (Carnap, Schlick). Po wojnie powstały jeszcze dwa centra Stany Zjednoczone i Skandynawia.

## Metody analizy filozoficznej
Nie istnieje jedna metoda analizy filozoficznej, w rozmaitych jej odmianach trudno nawet wskazać jakąś jedną cechę, stale występującą w każdej z nich. Początkowo, np. dla Moore’a analiza była praktyką, sposobem rozwiązywania tradycyjnych problemów filozoficznych, mawiał on, że przedmiotem analizy są sądy (zdania) w sensie logiki. Tak rozumianą analizę uprawiano już od początków historii filozofii. Jedyna istotna różnica polegała na tym, że gdy wcześniej uprawiano już analizę (jako poszukiwanie znaczenia) pojęć, to teraz nastąpiło przeniesienie ciężaru analizy z poszczególnych słów na całe zdania.

### Dwa spory: konstrukcjonizmu z deskrypcjonizmem i analizy terapeutycznej z analizą systematyczną
Do II wojny światowej powszechnie przyjmowano, że analiza jest swoistym przekładem jednych wyrażeń na drugie, mniej jasnych na bardziej jasne. Wychodzić ona miała od zdania, które powszechnie uważane było za reprezentatywne dla jakiegoś zagadnienia filozoficznego i rozjaśnić jego treść drogą przeformułowania go w inne zdanie będące jego znaczeniowym odpowiednikiem i jednocześnie likwidować (przez wyjaśnienie) niektóre przynajmniej znaczeniowe zawiłości zdania poddawanego analizie, oraz poszukiwać zarazem koniecznych i wystarczających warunków jego właściwego użycia. Tak rozumianą analizę nazywa się klasyczną lub znaczeniową.

#### Deskrypcjonizm kontra konstrukcjonizm
Pojawiły się jednak wątpliwości czy analiza jako przekład jest metodą owocną. C.H. Langford (1942) przeciwko tak pojmowanej metodzie formułuje tzw. „paradoks analizy”: analiza nie może być zarazem poprawna – czyli gwarantować równoznaczność członów analizującego i analizowanego – i niebanalna. Jeśli jest poprawna, to staje się banalną, jeśli, z drugiej strony, jest niebanalna, to staje się niepoprawna. Przyczyny tego stanu rzeczy były następujące. Każdorazowo, gdy analizowano tym sposobem zdania języka potocznego, okazywało się, że osiągnięty przekład dokonany był za cenę utraty całego lub części analizowanego wyrażenia.
Ten stan rzeczy pociągnął za sobą poszukiwania innej, bardziej elastycznej, metody analizy. Dylemat: wierność językowi potocznemu lub wierność określonym formom logicznym rozwiązano, opowiadając się po jednej ze stron powyższej alternatywy. W miejsce poszukiwań odpowiedzi na pytanie o znaczenie danego wyrażenia zaczęto poszukiwać opisu użycia danego wyrażenia w rozmaitych sytuacjach (Wittgenstein, Ryle, Austin). Ten program nazywano deskrypcjonizmem (inaczej: metodą opisu zwyczaju językowego lub programem lingwistycznym lub językowym naturalizmem lub metodą analizy użycia lub programem szkoły angielskiej), charakteryzowało go przekonanie, że u podstaw analizy lingwistycznej tkwić powinno dążenie do zachowania wierności w stosunku do analizowanych wyrażeń. Kładzie się tu nacisk na opis faktycznego użycia konkretnych wyrażeń, wraz z jednoczesnym uchwyceniem rządzącym tym użyciem logiki, która jest znacznie bogatsza od logiki formalnej. Krótko charakteryzując istotę tego programu: problemy powstałe na gruncie języka naturalnego rozwiązać można tylko na gruncie języka naturalnego, obserwując i rejestrując istniejące już nawyki językowe. Nie znaczy to jednak, że metoda opisu języka potocznego jest metodą empiryczną, w tym sensie, że bada konkretne przypadki użycia słów i na ich bazie formułuje empiryczne uogólnienia typu: „Ludzie mówiący językiem J używając słowa S w x% mają na myśli jego znaczenie Z”. Metody statystyczne nie mają tu zastosowania, bazuje się tu raczej na indywidualnym wyczuciu konkretnego użytkownika języka, na jego przekonaniu o naturalności lub nienaturalności pewnych wyrażeń językowych, które oczywiście wyrosły na bazie wspólnego używania języka przez jakąś wspólnotę. Tak rozumiana metoda ma być jednocześnie opisem i teorią użycia języka. Służyć ma jednocześnie rozwiązywaniu problemów filozoficznych, które wyrosły na bazie języka naturalnego. Inaczej to wyrażając: nie eliminuje problemów filozoficznych, tylko próbuje je rozwiązać z wykorzystaniem teorii języka naturalnego.
Drugą drogę (Russell, Carnap, Quine) stanowił konstrukcjonizm (inaczej: metoda racjonalnej rekonstrukcji lub metoda formalistyczna lub program szkoły amerykańskiej), przyjmujący, że celem analizy jest sformułowanie twierdzenia o określonej formie logicznej. Program ten postuluje budowanie systemów formalnych za pomocą aparatu współczesnej logiki, którą przyjmowano jako strukturę języka idealnego, czyli taką, gdzie wszystkie elementy są jednoznacznie określone. Poszukiwano tu reguł rządzących modelowym użyciem modelowych wyrażeń. Krótko wyrażając istotę tego programu: problemy powstałe na gruncie języka naturalnego rozwiązać można jedynie poprzez analizę formalno-logiczną, jedyną zdolna do wyjaśnienia podstawowej struktury naszego myślenia. Tego typu analiza potrafi, z naszego myślenia oddzielić to, co niezbędne, od tego, co przypadkowe, przy jednoczesnym uwypukleniu zasad, rządzących użyciem tego, co niezbędne. Konstrukcjonizm skupia się głównie na formach myślenia specjalistycznego, mało interesując się codziennymi formami użycia języka. Tym sposobem eliminuje znaczną część problematyki filozoficznej, wyrosłej na gruncie języka naturalnego, jako niewyrażalnej na gruncie sztucznie formułowanych języków.

#### Analiza terapeutyczna kontra analiza systematyczna
Obok dyskusji konstrukcjonizmu z deskrypcjonizmem trwa dyskusja nad innymi dwoma alternatywnymi modelami analizy filozoficznej: analizą terapeutyczną i analizą systematyczną. Zwolennikiem tej pierwszej jest przede wszystkim późny Wittgenstein (oraz m.in. Austin i Ryle), który rozwinął analogię między filozofem analitycznym a lekarzem terapeutą. Metoda filozofowania jest metodą terapii – leczenia ludzi z problemów filozoficznych, drogą ich usuwania, a nie rozwiązywania poprzez konstruowanie teorii filozoficznych. Zdaniem zwolenników tej metody, jeśli nie wszystkie, to znakomita większość problemów filozoficznych rodzi się z niewłaściwego użycia słów. Problemy filozoficzne powstają wtedy, gdy przestajemy używać pojęć zgodnie z ich codziennym użyciem, czyli w zwykły, standardowy sposób, i nadajemy im inne znaczenia. Konsekwencją takiego postępowania są konkluzje, które są nie do przyjęcia z punktu widzenia zarówno zdrowego rozsądku, jak i codziennego doświadczenia. Przykładem może być jeden z argumentów Zenona z Elei (490–430 p.n.e.) przeciw możliwości ruchu tzw. dychotomia: mający przebyć jakiś odcinek drogi przedmiot, znajdujący się w ruchu musi najpierw przebyć połowę danej drogi, potem połowę tej połowy itd. w nieskończoność. Zatem bez względu na to jak mała będzie to droga, którą przebyć ma przedmiot, zawsze przebyć musi nieskończoną ilość odcinków, czego w skończonym czasie zrobić niepodobna, a zatem ruch jest niemożliwy. To, co robimy – pisał Wittgenstein – to ponowne sprowadzanie słów z metafizycznego do codziennego użycia. Wszelkie tego typu analizy mają na celu usunięcie konkretnego nieporozumienia, nie zaś budowanie jakiejkolwiek teorii poprawnego użycia języka, która ukazywała będzie jego strukturę. Tak naprawdę, twierdzą zwolennicy tej metody, nie ma żadnych problemów filozoficznych w takim sensie jak istnieją problemy w naukach szczegółowych, bowiem te filozoficzne nie mają rozwiązań, jako że są one wyłącznie trudnościami powstałymi z niezrozumienia funkcjonowania języka naturalnego. Problemy filozoficzne są po prostu unieważniane. Tu filozof nie buduje dobrych teorii, lecz wyłącznie unieważnia teorie złe.
Zwolennicy analizy systematycznej (np. Peter Strawson ur. 1919) mają odmienne podejście do problemów filozoficznych. Uznają oni, iż istnieją autentyczne problemy filozoficzne, które rozwiązywać można poprzez budowanie teorii, które sformułują zasady rządzące praktycznym użyciem pojawiających się na gruncie języka naturalnego pojęć. Podobnie jak Wittgenstein przy wyjaśnieniu analizy terapeutycznej, tak Strawson przy wyjaśnianiu zadań analizy systematycznej odwołuje się do analogii. Analizę systematyczną porównuje z gramatyczną, a filozofa z gramatykiem. Znajomość gramatyki, w większości przypadków, ma charakter praktyczny, jest nią umiejętność poprawnego mówienia. Rzadko wiąże się z dobrą znajomością teorii tego rodzaju praktycznego działania. Taką teorię formułuje gramatyka, kodyfikująca, istniejące już, standardy poprawności dotyczące zdań, którymi posługują się użytkownicy języka. Tak jak gramatyk – pisze Strawson – pracuje, aby stworzyć systematyczne ujęcie struktury reguł, których bez większego wysiłku przestrzegamy w gramatycznym mówieniu, tak też filozof pracuje w celu systematycznego ujęcia ogólnej struktury pojęciowej…, którą milcząco i nieświadomie już opanowaliśmy.
Ani spór konstruktywizmu z deskrypcjonizmem, ani analizy systematycznej z terapeutyczną nie jest rozwiązany. Nie o to tutaj idzie. Chodzi tu raczej o przedłożenie jednego typu analizy nad inny i wskazanie, że dla konkretnych problemów językowych taki, a nie inny jej model ma lepsze zastosowanie.

### Próba klasyfikacji
Podział filozofów analitycznych przeprowadzony ze względu, na zadania stawiane analizie filozoficznej i zadania stawiane językowi pozwala w następujący sposób sklasyfikować filozofów analitycznych. Najpierw na filozofów zorientowanych na problemy i filozofów zorientowanych na metodę, i dalej:
FILOZOFOWIE ZORIENTOWANI NA PROBLEMY utrzymują, że analiza jest źródłem zrozumienia problemów filozoficznych. UMIARKOWANI FORMALIŚCI (REFORMIŚCI, np. Russell, Kotarbiński, Ajdukiewicz) reformują język potoczny, przystosowując go do konkretnych potrzeb w oparciu o aparaturę logiki formalnej. UMIARKOWANI LINGWIŚCI (REKTYFIŚCI np. Moore, Wittgenstein) oczyszczają język naturalny z rozmaitych naleciałości zakłócających jego funkcjonowanie.
FILOZOFOWIE ZORIENTOWANI NA METODĘ utrzymują, że analiza służy eliminacji tych problemów, które nie dadzą się przy pomocy z góry przyjętej metody rozwiązać. SKRAJNI FORMALIŚCI (FORMIŚCI np. Leśniewski, Łukasiewicz, Tarski, Carnap) twierdzą, że języki sztuczne stanowią jedyną formę poprawnie wyrażonych teorii. SKRAJNI LINGWIŚCI (KODYFIŚCI np. Austin, Ryle) twierdzą, że język naturalny jest jedynym środkiem wyrażania myśli, należy skodyfikować sposoby jego używania.